# Arla Foods
Arla Foods (вимовляється Арла Фудс) — дансько-шведська компанія, великий виробник молочних продуктів (найбільший у Скандинавії). Штаб-квартира в місті Орхус (Данія).

## Історія

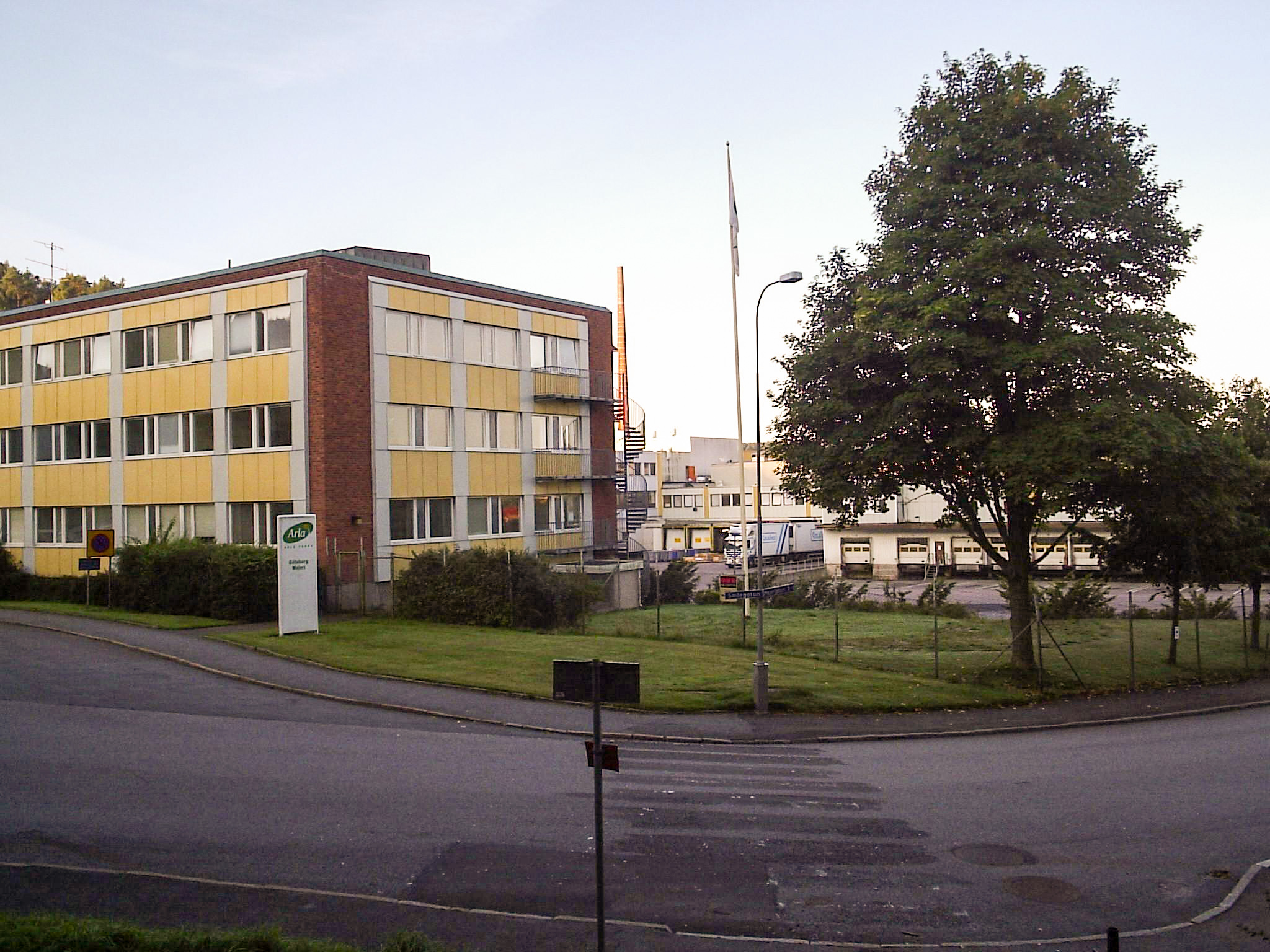
Молочний завод Arla в Гетеборзі, Швеція

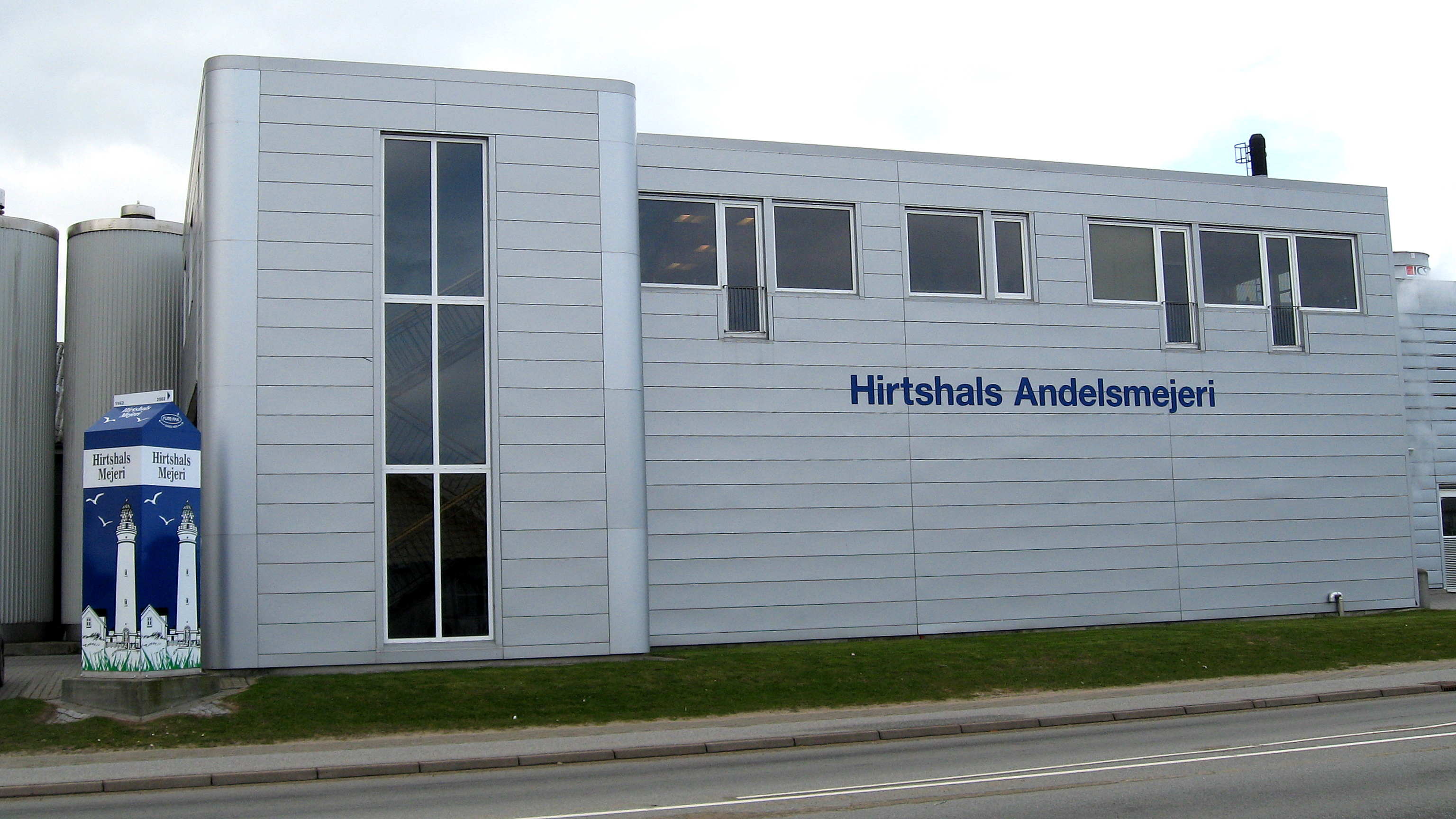
Hirtshals Andelsmejeri — молочний завод Arla Foods в, Данія

26 квітня 1915 року молочні фермери в Стокгольмі та прилеглих округах створили найбільшу у Швеції кооперативну молочну організацію Lantmännens mjölkförsäljningsförening (Асоціація роздрібної торгівлі фермерським молоком), яка керувала молочними заводами, а також мережею.
У 1927 році компанія зареєструвала назву Mjölkcentralen (Молочний центр, скорочено MC), а з 1950-х років дедалі більше кооперативних молокозаводів з інших частин Швеції почали приєднуватися до MC. У 1975 році MC змінила свою назву на Arla, назву, яку раніше використовував не лише перший шведський кооперативний молочний завод, а й найбільший роздрібний торговець молочними продуктами в Гетеборзі між 1909 і 1965 роками.
До кінця 20 століття Arla займала 65% ринку Швеції.
1 жовтня 1970 року Mejeriselskabet Danmark (MD) була заснована чотирма молочними компаніями та трьома окремими молочними заводами. У 1988 році компанія змінила назву на MD Foods. У 1992 році MD Foods і друга за величиною молочна компанія Данії Kløver Mælk підписали фінансово зобов'язальну угоду про співробітництво, а 1999 року дві компанії об'єдналися в MD Foods, отримавши 90% данського виробництва молока.
Arla Foods утворена навесні 2000 року внаслідок злиття данської компанії MD Foods і шведської Arla. Являє собою кооператив, що належить 10 600 виробникам молока у Швеції і Данії.
У 2006 році Arla Foods повною мірою відчула на собі наслідки скандалу з «данськими карикатурами» на пророка Мухаммеда. Після відмови данського уряду засудити карикатури на пророка товари кооперативу, разом з іншою данською продукцією, зазнали бойкоту спочатку в Саудівській Аравії, а потім і в інших близькосхідних країнах (Близький Схід — найбільший ринок збуту для Arla поза Європою). 3 лютого 2006 року представник компанії заявив, що продажі компанії на Близькому Сході повністю зупинилися, що приносить їй щоденний збиток у $ 2 млн.
Головний офіс розташований у Данії. Arla Foods Ingredients має один повністю власний виробничий завод у Данії, а також спільне виробництво на об'єктах в Аргентині та Німеччині. У березні 2011 року Arla Foods та DMK створили спільне підприємство ArNoCo GmbH & Co. KG для виробництва сироваткових білків для харчової промисловості. У лютому 2018 року Arla Foods оголосила про свої плани інвестувати 70 мільйонів фунтів стерлінгів у Великій Британії в рамках своєї стратегії забезпечення довгострокових можливостей для своїх фермерів по всій Європі.  У жовтні 2019 року Arla Foods інвестувала приблизно 50 мільйонів євро (55 мільйонів доларів США) у виробництво сиру в Бахрейні . До 2025 року Arla очікує збільшити річне виробництво в Бахрейні до понад 100 000 тонн під своїми брендами Puck, Arla, Dano, Kraft та Private Label.

## Діяльність
У 2005 році Arla Foods переробила 8,5 млн тонн молока.
Загальна чисельність персоналу — 20,1 тис. осіб. Оборот кооперативу за 2005 рік — близько $ 8,2 млрд.